# Maron van Beit

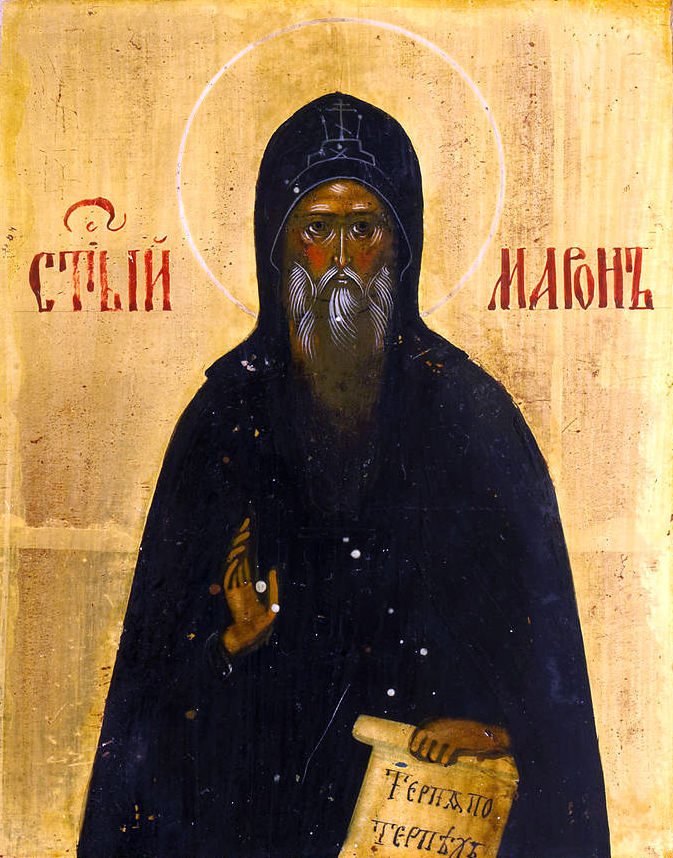
Maron op een 19e-eeuwse Russische tempera

Maron (4e eeuw - 410) is binnen het christendom, met name binnen de Syrische kerken, een heilige. Hij werd geboren rond het midden van de 4e eeuw in het huidige Syrië. Hij was een christenmonnik in Syrië. Maron wordt vaak afgebeeld in een zwarte habijt met een hangende stola, en een bisschopsstaf. Zijn feestdag in de Maronitische kerk is 9 februari.
Zijn missioneringactiviteiten liggen aan de basis van de kerstening van Syrië en Libanon. Zijn missionaire werk kon zich ontwikkelen nadat hij een tempel had omgevormd tot een christelijke kerk en klooster. Dit gebeurde in het jaar 398 in Kafr Nabu, in bergachtig gebied ongeveer 30 km ten noordwesten van Aleppo. Kerk en klooster waren gelegen aan de Orontesrivier. Van daaruit verspreidden zijn volgelingen de christelijke boodschap over het gehele Midden-Oosten.
Johannes Chrysostomus schreef hem rond het jaar 405, drukte zijn respect voor hem uit en vroeg Maron, voor hem te bidden. Aangenomen wordt dat Maron en Chrysostomus samen hebben gestudeerd in Antiochië, in die tijd de derde stad in het Romeinse Rijk.
Later in zijn leven trok Maron zich als kluizenaar terug in het Taurusgebergte nabij Antiochië. Hij leefde er in open lucht lucht en bracht zijn tijd door met gebed en meditatie, zonder bescherming tegen zon, regen, sneeuw. Maron was een mysticus en wordt beschouwd als de vader van de spirituele en monastieke beweging die zich ontwikkelde tot de Maronitische Kerk. Theodoretus van Cyrrhus schreef dat dit een nieuw soort ascese was, dat aanhang verkreeg in Syrië en Libanon. In zijn Religieuze geschiedenis, geschreven rond het jaar 440, noemt hij 15 mannen en drie vrouwen die deze praktijk navolgden, vaak getraind en begeleid door Maron. Theodoretus maakt melding van vele wonderbaarlijke genezingen die Maron zou hebben bewerkstelligd.
Marons overleed in 410 in Kalota, niet ver van de plaats waar hij zijn missionair werk begon.

## Eerbetoon
Op 23 februari 2011 onthulde paus Benedictus XVI een standbeeld van Sint Maron op de buitenmuur van de Sint-Pietersbasiliek in Vaticaanstad en gaf daarbij zijn Apostolische zegen. Het 4,5 meter hoge standbeeld werd in opdracht van de Maronitische kerk door de Spaanse beeldhouwer Marco Augusto Dueñas gemaakt. De heilige wordt getoond met een miniatuurkerk in maronitische stijl; het beeld heeft ook een inscriptie in het Syrisch: De rechtvaardigen zullen bloeien als een palmboom, ze zullen groeien als een Libanonceder. Het standbeeld bezet de laatst beschikbare nis in de buitenmuur van de Sint-Pietersbasiliek.
In juni 2012 werd een impressionistisch schilderij van Maron, evenals verschillende afbeeldingen gebaseerd op het 5e-eeuwse Syrische Rabboula manuscript, geschonken door kardinaal Donald Wuerl. Deze werden geplaatst bij de Basiliek van het Nationaal Heiligdom van de Onbevlekte Ontvangenis in Washington DC, en werden formeel ingewijd op 23 september 2012.